# 國際非二元性別日
國際非二元性別日（英語：International Non-Binary People's Day）設立於每年7月14日，旨在提高人們對世界各地非二元性別人士所面臨問題的認識，並組織相關活動。該節日於2012年由凱特·范隆（Katje van Loon）發起，首次舉辦慶祝活動。之所以選擇這一天，是因為它正好處於國際男人節和國際婦女節的中間。
世界上大多數國家並不承認非二元性別是一種法定性別，這意味著大多數自我認定為非二元性別的人仍然擁有與他們的性別和官方身份相匹配的護照。澳大利亞、孟加拉、加拿大、丹麥、德國、荷蘭、紐西蘭和美國的護照上都有非二元性別選項，美國23個州和華盛頓特區允許居民在駕駛執照上將性別標記為「X」。
非二元性別意識週（Non-Binary Awareness Week）是指從7月14日國際非二元性別日之前的星期一開始的一週。這是一個LGBTQ+宣傳週，專門針對那些不認同傳統性別二元論的人，即那些不完全認同為男性或女性的人，或可能同時認同為男性和女性的人，或可能完全不認同這些類別的人。

## 外部連結
- 10 ways to step up as an ally to non-binary people （页面存档备份，存于）, Stonewall